# 스플릿 앨범
스플릿 앨범은 2~3조의 아티스트(솔로인가 그룹인가는 따지지 않는다)의 다른 음원을 1매에 모은 음반이다.
디스크가 싱글이나 앨범이냐에 따라 스플릿 싱글, 스플릿 앨범, 혹은 스플릿 EP 등으로 부른다. 참가 아티스트가 3조일 경우 스리 웨이 스플릿, 4조일 경우 포 웨이 스플릿 등으로도 부른다.

## 옴니버스와의 차이
앨범의 경우 옴니버스는 통상 1조 당 1곡이 기본적인 구성인데 비해 소수의 아티스트/그룹에 의한 복수의 악곡을 수록하고 있는 점이 다르다.
싱글의 경우 옴니버스, 싱글이라는 개념은 없고 1조 당 1곡의 구성도 스플릿 싱글이라고 부른다.

## 특징
이 형태는 같은 레이블이나 레코드 회사의 아티스트를 선전하기 위해서 뽑아지는 케이스가 많아, 그 목적은 샘플러에 가깝다. 예를 들면 옛 아날로그 레코드에서는 A면에 저명 아티스트의 악곡군을 두고 B면에 그 외의 아티스트의 악곡을 두거나 했다.
일본의 경우 독집 앨범에서는 동요나 애니메이션 주제가에 사용되는 것이 많고, 후자의 경우 오프닝 테마와 엔딩 테마를 맞추어 수록하는 케이스가 많아 동시에 양A면 싱글이 되는 일도 많다. 유명한 것으로는 「헤엄쳐! 붕어빵군/한 개라도 당근」이 있다.